# Pine
Pine este un client de poștă electronică. Acesta ruleaza pe platforma Unix si faciliteaza accesul utilizatorului la folderul inbox, cu toate facilitatile unui client web-based de mail.